# Mangalore, Tasmanien
Mangalore är en ort i Australien. Den ligger i kommunen Southern Midlands och delstaten Tasmanien, i den sydöstra delen av landet, omkring 27 kilometer norr om delstatshuvudstaden Hobart. Antalet invånare är 984.
Närmaste större samhälle är Bridgewater, nära Mangalore. 
Trakten runt Mangalore består till största delen av jordbruksmark. Runt Mangalore är det mycket glesbefolkat, med 2 invånare per kvadratkilometer. Genomsnittlig årsnederbörd är 697 millimeter. Den regnigaste månaden är juli, med i genomsnitt 78 mm nederbörd, och den torraste är februari, med 41 mm nederbörd.